# Cyrtodactylus cavernicolus
Cyrtodactylus cavernicolus är en ödleart som beskrevs av  Robert F. Inger och KING 1961. Cyrtodactylus cavernicolus ingår i släktet Cyrtodactylus och familjen geckoödlor. IUCN kategoriserar arten globalt som sårbar. Inga underarter finns listade i Catalogue of Life.